# Яна (комуна)
Яна (рум. Iana) — комуна у повіті Васлуй в Румунії. До складу комуни входять такі села (дані про населення за 2002 рік):
- Вадуріле (350 осіб)
- Реча (490 осіб)
- Сіліштя (949 осіб)
- Хелерешть (1055 осіб)
- Яна (1110 осіб)

Комуна розташована на відстані 244 км на північний схід від Бухареста, 31 км на південний захід від Васлуя, 86 км на південь від Ясс, 112 км на північ від Галаца.

## Населення
За даними перепису населення 2002 року у комуні проживали 3954 особи, усі — румуни. Усі жителі комуни рідною мовою назвали румунську.
Склад населення комуни за віросповіданням:
| Релігія       | Кількість осіб | Відсоток |
| ------------- | -------------- | -------- |
| православні   | 3672           | 92,9%    |
| старообрядці  | 169            | 4,3%     |
| п'ятдесятники | 99             | 2,5%     |
| адвентисти    | 5              | 0,1%     |